# Тафаев, Геннадий Ильич
Тафаев Геннадий Ильич (род. 27 ноября 1953, Большое Аккозино, Мариинско-Посадский район, Чувашская Республика) — российский историк, доктор исторических наук (1995), профессор (1999), профессор кафедры отечественной и всеобщей истории ЧГПУ им. И. Я. Яковлева.
Заслуженный работник образования Чувашской Республики (2003).

## Биография
Геннадий Тафаев родился 27 ноября 1953 года в деревне Большое Аккозино Мариинско-Посадского района Чувашской Республики.
Трудовую биографию начал в 1970 году фотографом-лаборантом Чебоксарского комбината бытового обслуживания. До 1973 года работал бригадиром фотоателье № 12.
В ноябре 1974 года Геннадий призван в ряды Советской Армии. Вернувшись со срочной службы, он в 1977 году поступил на историческое отделение историко-филологического факультета ЧГУ им. И. Н. Ульянова. В студенческие годы увлекался вопросами идеологии, социологии, интересовался историей, культурой родного края.
Получив диплом историка с отличием, был направлен в Богатыревскую среднюю школу Цивильского района Чувашской Республики. С августа 1983 года по январь 1984 года работал заведующим отдела Цивильской районной газеты «Путь Октября», а с января 1984 г. по ноябрь 1986 г. преподавал в республиканском культпросветучилище города Цивильск.
В 1986 году Геннадий Ильич включился в политическую жизнь Чувашии, проводил социологические исследования о партийном движении Урало-Поволжского региона.
В 1988 году перешёл на работу в ЧГУ им. И. Н. Ульянова на должность старшего преподавателя кафедры истории КПСС и политологии. В 1991 году ему присвоена ученая степень кандидата исторических наук, ученое звание доцента.
В 1995 г. Геннадий Ильич защитил докторскую диссертацию. В 1999 году он становится профессором.
В 2000—2005 годах Геннадия Тафаева избран председателем Чувашского отделения российского общества социологов.
В 2001 г. работал на кафедре всеобщей и региональной истории исторического факультета ЧГПУ им. И. Я. Яковлева на должности заведующего кафедрой.
С 2002 г. зам. директор Поволжского историко-культурного фонда «Волжская Болгария».
С 2010 по 2015 гг. — профессор кафедры отечественной и региональной истории, с 2015 г. — профессор кафедры отечественной и всеобщей истории ЧГПУ им. И. Я. Яковлева.
С 2012 года является директором Поволжского историко-культурного фонда «Волжская Болгария», а также руководителем Центра исследования Волжско-болгарской цивилизации. С 2016 года являлся руководителем Международной научно-исследовательской программы «Болгарская цивилизация» (2016—2020). С 2021 года является руководителем Международной научно-исследовательской программы «Болгарская еврозийская цивилизация» (2021—2025).

## Участие в профессиональных сообществах
- Действительный член Инженерно-технологической академии Чувашской Республики (1996)

## Труды
- Тафаев Г. И. Введение в чувашскую историю. — Чебоксары, 2001.
- Тафаев Г. И. История чувашского народа и Чувашии в иллюстрациях с древнейших времен до сер. XVI в.: Учебное пособие. — Чебоксары: ЧГПУ, 2003.
- Тафаев Г. И. Атлас истории чувашского народа и Чувашии с древнейших времен до сер. XVI в.: Учебное пособие. — Чебоксары, 2003.
- Тафаев Г. И. История чувашского народа и Чувашии: Учебное пособие. — Чебоксары, 2003.
- Тафаев Г. И. Практикум по истории чувашского народа и Чувашии: Учебное пособие. — Чебоксары: Изд-во ЧГПУ им И.Я. Яковлева, 2003.
- Тафаев Г. И. Чувашская цивилизация. — Чебоксары, 2003.
- Тафаев Г. И. Болгарская цивилизация. — Чебоксары, 2003.
- Тафаев Г. И. Цивилизационный подход в изучении истории чувашского народа и Чувашии. — Чебоксары, 2004.
- Тафаев Г. И. Чувашская локальная цивилизация: Учебное пособие. — Чебоксары, 2004.
- Тафаев Г. И. Чувашская цивилизация: монография. — Чебоксары: Изд-во ЧГПУ им. И.Я. Яковлева, 2005.
- Тафаев Г. И. Чувашская локальная цивилизация. — Народная школа, 2005. Вып. 6. — С. 39-43.
- Тафаев Г. И. Введение в историю Чувашии: учеб. пособие. — Чебоксары: Волжская Болгария, 2009. — 144 с. (формат А4)
- Тафаев Г. И. Смена цивилизации: учеб. пособие. — Чебоксары: Изд-во ГУП «ИПК „Чувашия“», 2009. — 156 с.
- Тафаев Г. И. Праболгары в сообществе цивилизаций: учеб. пособие. — Чебоксары: Изд-во ГУП «ИПК „Чувашия“», 2010. — 160 с.
- Тафаев Г. И. Трансформация древнеболгарской цивилизации: учеб. пособие. — Чебоксары: Изд-во ГУП «ИПК „Чувашия“», 2010. — 160 с.
- Тафаев Г. И. Героические века древнеболгарской цивилизации : учеб. пособие. — Чебоксары: Изд-во ГУП «ИПК „Чувашия“», 2010. — 150 с.
- Тафаев Г. И. Болгарская цивилизация в исследованиях ученых Среднего Поволжья: учеб. пособие. — Чебоксары: Изд-во ГУП «ИПК „Чувашия“», 2010. — 163 с.
- Тафаев Г. И. Цивилизации Среднего Поволжья в процессе трансформации: учеб. пособие. — Чебоксары: Изд-во ГУП «ИПК „Чувашия“», 2010. — 150с.
- Тафаев Г. И. Древнеболгарская цивилизация: синтез культур, языков и религий народов Среднего Поволжья: монография. — Чебоксары, 2011. — 220 с.
- Тафаев Г. И. Цивилизационный путь развития чувашского народа. — Чебоксары, 2011. — 152 с.
- Тафаев Г. И. Древнеболгарская цивилизация в Евразийском пространстве. ‒ Чебоксары, 2011. — 200 с. Изд-во ГУП «ИПК „Чувашия“», 2012. — 272 с.
- Тафаев Г. И. Лекции по истории и культуре Чувашии. Часть 2. ‒ Чебоксары: Изд-во ГУП «ИПК „Чувашия“», 2012. — 281 с.
- Тафаев Г. И. Древнеболгарская (древнечувашская) цивилизация Среднего Поволжья. — Чебоксары: Изд-во ГУП «ИПК „Чувашия“», 2012. — 176 с.
- Чувашская диаспора: история, современность, перспективы: сб. науч. ст. / Отв. ред. Г. И. Тафаев. ‒ Чебоксары: Изд-во ЧГПУ им. И. Я. Яковлева, 2011. ‒ 324 с.
- Тафаев Г. И. Истоки древнеболгарской цивилизации. Древний мир. — Чебоксары: Изд-во ГУП «ИПК „Чувашия“», 2012.
- Тафаев Г. И. Древнеболгарская цивилизация в евразийском пространстве. — Чебоксары: Изд-во ГУП «ИПК „Чувашия“», 2012.
- Тафаев Г. И. История и культура болгаро-чувашского народа в 2-х частях. — Чебоксары: Изд-во ГУП Тафаев ИПК «Чувашия», 2013, 2014. — 110 с.
- Тафаев Г. И. Фальсификация истории волжско-болгарской цивилизации: монография. — Чебоксары: ГУП «ИПК „Чувашия“», 2013. — 288 с.
- Тафаев Г. И. Альтернативная концепции истории, языка и культуры народов Среднего Поволжья: монография. — Чебоксары: ГУП «ИПК „Чувашия“», 2014. — 344 с.
- Тафаев Г. И., Николайчев А. Л. Золотое кольцо Серебряной Болгарии. — Чебоксары: АО «ИПК „Чувашия“», 2016. — 24 с.
- Тафаев Г. И., Николайчев А. Л. Этническая история болгаро-чувашского народа в схемах и таблицах. — Чебоксары: АО «ИПК „Чувашия“», 2016. — 28 с.
- Тафаев Г. И., Николайчев А. Л. Алтайская трансформационная эпоха древнеболгарской цивилизации, носителей R-языка. — Чебоксары: АО «ИПК „Чувашия“», 2016. — 26 с.
- Тафаев Г. И., Павлов А. В. Этническая история болгаро-чувашского народа с древнейших времен до середины XVI в. — Чебоксары: АО «ИПК „Чувашия“», 2016. — 22 с.
- Тафаев Г. И., Ербулатов А. В. История и культура родного края. Часть 1. — Чебоксары: АО «ИПК „Чувашия“», 2016. — 48 с.
- Тафаев Г. И., Ербулатов А. В. История и культура родного края. Часть 2. — Чебоксары: АО «ИПК „Чувашия“», 2016. — 48 с.
- Тафаев Г. И., Ербулатов А. В. История и культура родного края. Часть 3. — Чебоксары: АО «ИПК „Чувашия“», 2016. — 48 с.
- Тафаев Г. И., Уруков В. Н. Альтернативные концепции этнической истории чувашского народа: монография. — Чебоксары: АО «ИПК „Чувашия“», 2016. — 424 с.
- Тафаев Г. И., Николайчев А. Л. Болгарская цивилизация: параллели в истории и культуре Дунайской и Волжской Болгарии. — Чебоксары: АО «ИПК „Чувашия“», 2016. — 38 с.
- Тафаев Г. И., Николайчев А. Л. Болгарская амазония. — Чебоксары: АО «ИПК „Чувашия“», 2016. — 38 с.
- Тафаев Г. И. Северо-кавказская трансформационная эпоха болгарской R-язычной цивилизации. — Чебоксары: АО «ИПК „Чувашия“», 2017. — 36 с.
- Тафаев Г. И., Николайчев А. Л. Влияние болгарской R-язычной цивилизации на генезис мадьярской цивилизации. — Чебоксары: АО «ИПК „Чувашия“», 2017. — 38 с.
- Тафаев Г. И., Николайчев А. Л. Тюркско-огурский и индоиранский синтез цивилизаций. — Чебоксары: АО «ИПК „Чувашия“», 2017. — 38 с.
- Тафаев Г. И., Николайчев А. Л. Болгарская цивилизация в процессе трансформации, часть 1. — Чебоксары: АО «ИПК „Чувашия“», 2017. — 38 с.
- Тафаев Г. И., Николайчев А. Л. Болгарская цивилизация в процессе трансформации, часть 2. — Чебоксары: АО «ИПК „Чувашия“», 2017. — 38 с.
- Тафаев Г. И., Николайчев А. Л. Болгарская цивилизация в процессе трансформации, часть 3. — Чебоксары: АО «ИПК „Чувашия“», 2017. — 38 с.
- Тафаев Г. И. Волжско-камская трансформационная эпоха болгаро-чувашской цивилизации. — Чебоксары: АО «ИПК „Чувашия“», 2017. — 38 с.
- Тафаев Г. И., Горанов В. И., Великов А. Н. Болгарская цивилизация в иллюстрациях. — Чебоксары: ООО «Типография „Перфектум“», 2019. — 48 с.
- Тафаев Г. И., Цонев Г. П. История болгарской цивилизации в изобразительном искусстве. — Чебоксары: ООО «Типография „Перфектум“», 2019. — 48 с.
- Тафаев Г. И., Уруков В. Н. Трансформация Волжско-болгарской R-язычной цивилизации. — Чебоксары: ООО «Типография „Перфектум“», 2020. — 48 с.

Книги серии «Волжско-болгарская R-язычная цивилизация»:
- Тафаев Г. И., Николайчев А. Л., Уруков В. Н. Болгарское Тигашевское городище. — Чебоксары: АО «ИПК „Чувашия“», 2017. — 38 с.
- Тафаев Г. И., Николайчев А. Л., Уруков В. Н. Болгарское Таябинское городище. — Чебоксары: АО «ИПК „Чувашия“», 2017. — 38 с.
- Тафаев Г. И., Николайчев А. Л., Уруков В. Н. Болгарское Золотарёвское городище. — Чебоксары: АО «ИПК „Чувашия“», 2017. — 38 с.
- Тафаев Г. И., Николайчев А. Л., Уруков В. Н. Болгарское городище Хулаш. — Чебоксары: ООО «Типография „Перфектум“», 2018. — 48 с.
- Тафаев Г. И., Николайчев А. Л., Уруков В. Н. Болгарское городище Таяба-Таяпа. — Чебоксары: ООО «Типография „Перфектум“», 2019. — 48 с.
- Тафаев Г. И., Николайчев А. Л., Уруков В. Н. Болгарское городище Тигашево-Тигеш. — Чебоксары: ООО «Типография „Перфектум“», 2018. — 48 с.